# جوليا فيولا
جوليا فيولا (بالإيطالية: Giulia Viola)‏ هي منافسة ألعاب القوى إيطالية، ولدت في 24 أبريل 1991 في مونتيبيلونا في إيطاليا.

## وصلات خارجية
- جوليا فيولا على موقع الاتحاد الدولي لألعاب القوى (الإنجليزية)
- جوليا فيولا على موقع الاتحاد الإيطالي لألعاب القوى (الإيطالية)
- جوليا فيولا على موقع الدوري الماسي (الإنجليزية)